# 改革新黨
改革新党（韩语：／ gaehyeogsindang）是由前國民力量代表李俊錫創立的韓國政黨。該黨最初由以李俊錫為首的部分保守派政客為主，之後與原本隸屬於共同民主黨和正義黨的政客重組合併。

## 历史
改革新黨的創黨大會於2024年1月20日舉行。在創黨大會上，強調了創建一個「第三勢力」的意圖，該勢力將包括改革新黨，以對抗共同民主黨和國民力量。新黨表示願意建立聯盟。該黨由前人民力量黨領袖李俊錫領導，保守派人士金永南是該黨的政策委員會主席。
1月24日，梁香子的政黨韓國希望併入改革新黨。
2月9日，宣布該黨將與政黨「新未來」合併，而新政黨將由李俊錫和李洛淵共同領導，黨名沿用改革新黨；但在2月20日，屬於新未來的李洛淵宣佈撤回與改革新黨合併的決定，原因是李洛淵不滿黨內將國會選舉的主導權交給李俊錫而產生分歧，他將會繼續帶領新未來出戰國會選舉。

## 意識形態
最初，改革新黨主要由圍繞著李俊錫的溫和保守派組成，並吸收了原先隸屬於保守派政黨的中間派成員。在經歷了與其他黨派和派系的連續合併之後，該黨已經演變成由不同背景成員組成的大帳篷式政黨；在2024年韓國國會選舉前，由於合併了各種派系且欲形成中間派集團，使其黨內成員在意識形態上存在著尖銳的分歧。

## 黨務組織

### 歷任黨首
| 改革新党 |        |              |               |                     |
| 任次     | 姓名   | 職銜         | 就任日期      | 离任日期            |
| 1        | 李俊锡 | 代表         | 2024年1月25日 | 2024年5月19日       |
| 2        | 許垠娥 | 代表         | 2024年5月19日 | 2025年1月26日被罢免 |
| 臨時     | 千河览 | 代表權限代行 | 2025年1月26日 | 2025年7月27日       |
| 3        | 李俊錫 | 代表         | 2025年7月27日 |                     |

### 歷任國會領袖
| 改革新党 |        |          |               |               |
| 任次     | 姓名   | 職銜     | 就任日期      | 离任日期      |
| 1        | 梁香子 | 院內代表 | 2024年1月24日 | 2024年5月29日 |
| 2        | 千河览 | 院內代表 | 2024年5月30日 |               |

## 主要選舉記錄

### 總統大選
| 年度   | 選舉   | 候選人 | 得票      | 得票率 |  | 結果 |
| ------ | ------ | ------ | --------- | ------ |  | ---- |
| 2025年 | 第21屆 | 李俊锡 | 2,917,523 | 8.34%  |  | 落选 |

### 國會選舉
| 年度 | 選舉   | 贏得席位 | 區域得票數 | 區域得票率 | 區域席位 | 比例得票數 | 比例得票率 | 比例席位 | 選舉結果      | 領袖   |
| ---- | ------ | -------- | ---------- | ---------- | -------- | ---------- | ---------- | -------- | ------------- | ------ |
| 2024 | 第22屆 | 3 / 300  | 195,147    | 0.68%      | 1 / 254  | 1,025,775  | 3.62%      | 2 / 46   | ▼ 1；第六大黨 | 李俊錫 |